# Polynie

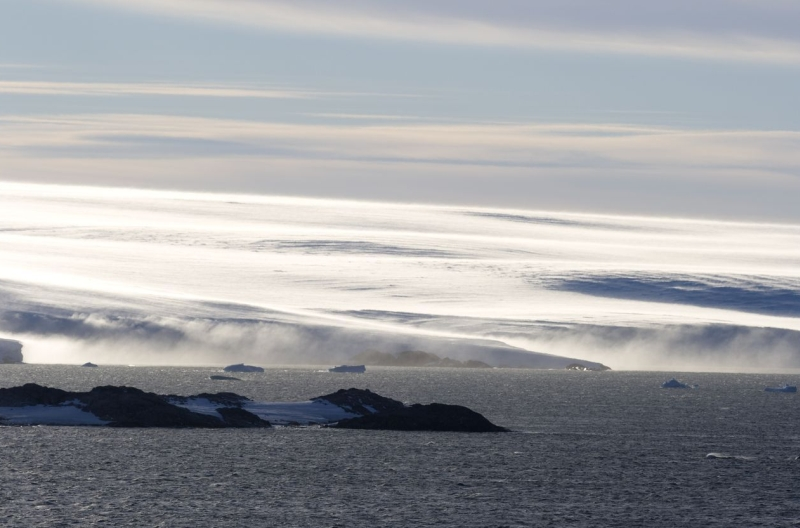
Photo de polynie créée par un vent catabatique en Antarctique.

Une polynie est une zone, en Arctique ou en Antarctique, qui reste libre de glace ou couverte d'une couche de glace très mince, au milieu de la banquise (formée d'eau de mer, par opposition aux icebergs formés d'eau douce),. Le mot polynie est un emprunt lexical au russe полынья (polynia) signifiant « trou dans la glace ». Les explorateurs polaires du XIXe siècle ont adopté ce mot pour désigner les zones libres de glace,.
On retrouve les polynies d'une année à l'autre à peu près aux mêmes endroits. Leurs formes sont variables et peuvent atteindre plusieurs centaines de kilomètres carrés. Les polynies de la mer de Weddell sont particulièrement remarquables.

## Formation

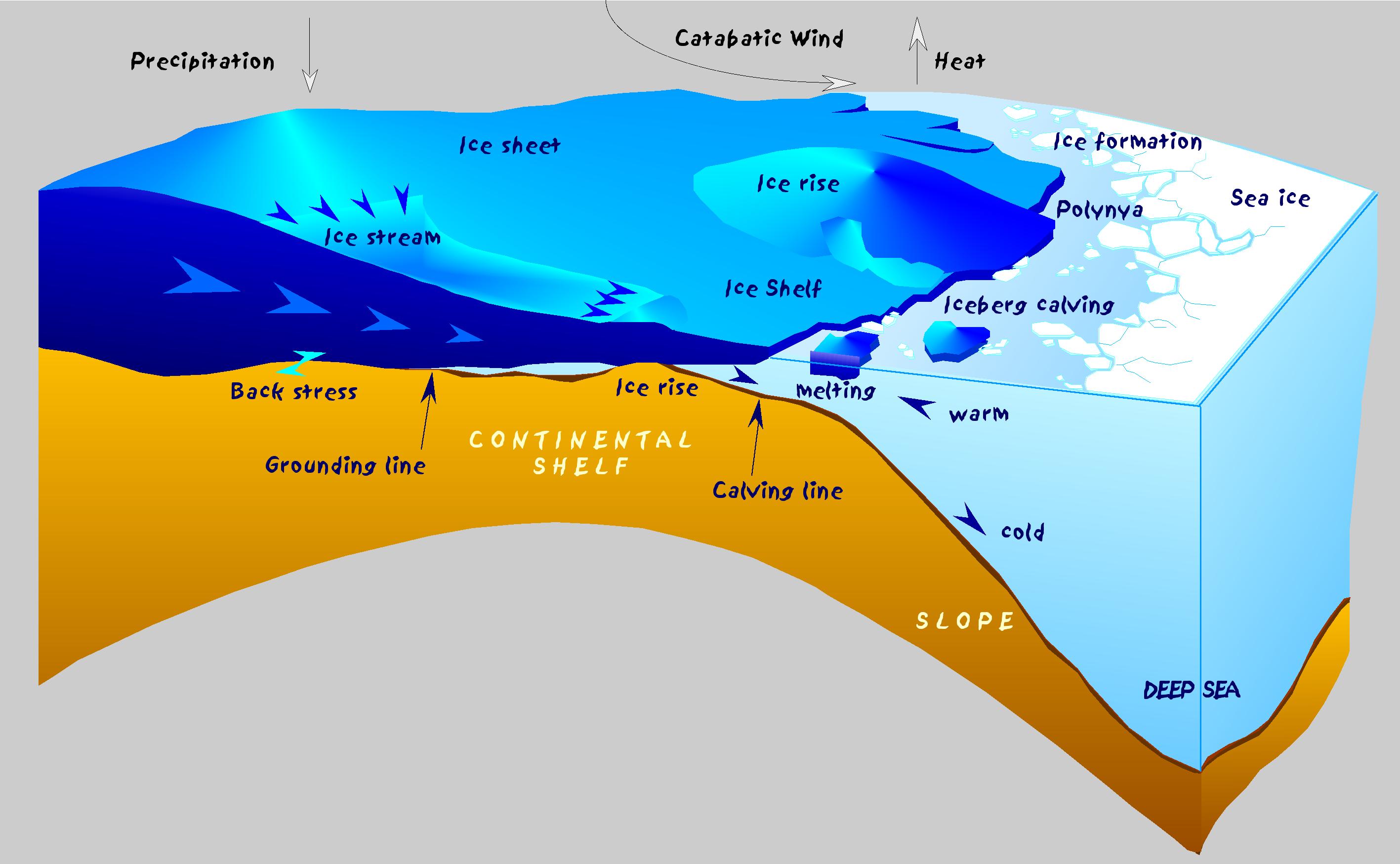
Les polynies côtières sont créées par les vents catabatiques de l'Antarctique.

Les polynies sont formées par deux processus différents : les polynies de chaleur sensible et celles de chaleur latente avec vents ou courants.

### Chaleur sensible
C'est un processus thermodynamique qui survient quand de l'eau plus chaude remonte à la surface à une température au-dessus du point de congélation. Ceci entraine la diminution de la production de glace et même son interruption malgré le froid ambiant. La remontée de courants d'eau plus chaude déclenchée par la topographie locale ou par d'autres phénomènes liés aux courants marins (la branche du Gulf Stream remontant la côte ouest du Groenland par exemple) sont des lieux propices aux polynies.
Les polynies à chaleur latente sont des régions de production intensive de glace et dès lors des sites possibles de production d'eau plus dense dans les régions polaires. Cette production intensive de glace dans les polynies conduit au rejet d'une grande quantité de saumure dans l'eau de surface. Cette eau très salée a tendance à s'enfoncer et se mélanger pour former des courants d'eau « dense ». Le fait de savoir si les polynies de l'Arctique peuvent produire une quantité assez importante d'eau dense nécessaire à la circulation thermohaline du fond des océans, est une question qui reste ouverte.

### Vents et courants
Les polynies se forment aussi sous l'effet du vent catabatique (soufflant du continent en Antarctique et au Groenland) ou d'un courant océanique, qui agissent en dirigeant la glace vers le large à partir d'un point fixe, tel qu'un littoral, de la glace attachée à la côte : banquise côtière, ou un pont de glace. La polynie est formée initialement par la banquise de l'année en cours, qui est emportée au large à distance de la côte, laissant une zone d'eau libre dans laquelle de la nouvelle glace peut se former. Cette nouvelle glace est ainsi conservée à l'abri du vent par le pack de l'année et quand elle l'atteint le pack s'intègre à ce dernier.

### Combinaison
Une étude dans la revue Nature (2019) a porté sur deux polynies de grande taille en Antarctique : la première de 33 000 km2 pendant trois semaines en 2016 et la seconde de 55 000 km2 en septembre-octobre 2017. Elle conclut que ce type de polynie ne peut apparaître que par la combinaison au même moment de plusieurs facteurs dont un vent violent (presque de force d'ouragan) provenant du large du continent qui s'amplifie en se rapprochant des côtes en conjonction avec une modification par un plateau montagneux sous-marin (le Maud Rise). Le tout produit une remontée d'eau plus chaude du fond alors que les eaux froides de surface descendent. Ces eaux chaudes se refroidissent ensuite et finissent par alors devenir plus dense et coulent vers le fond pendant qu'une eau plus chaude remonte. Ce phénomène peut être auto-entretenu et tant qu'il perdure, la glace ne se forme pas dans la polynie.
Les polynies en haute mer se forment de façon similaire quand les conditions atmosphériques favorables se retrouvent dans les zones océanographiques. De telles conditions atmosphériques favorisent la dérive de la glace dans des directions opposées pour ouvrir la banquise. Les cyclones polaires sont un déclencheur atmosphérique typique de ces apparitions, car les vents cycloniques poussent la glace dans des directions opposées au centre du cyclone. De même, les fronts froids, où se trouvent deux flux opposés, sont idéaux pour créer une polynie en haute mer.

## Écologie

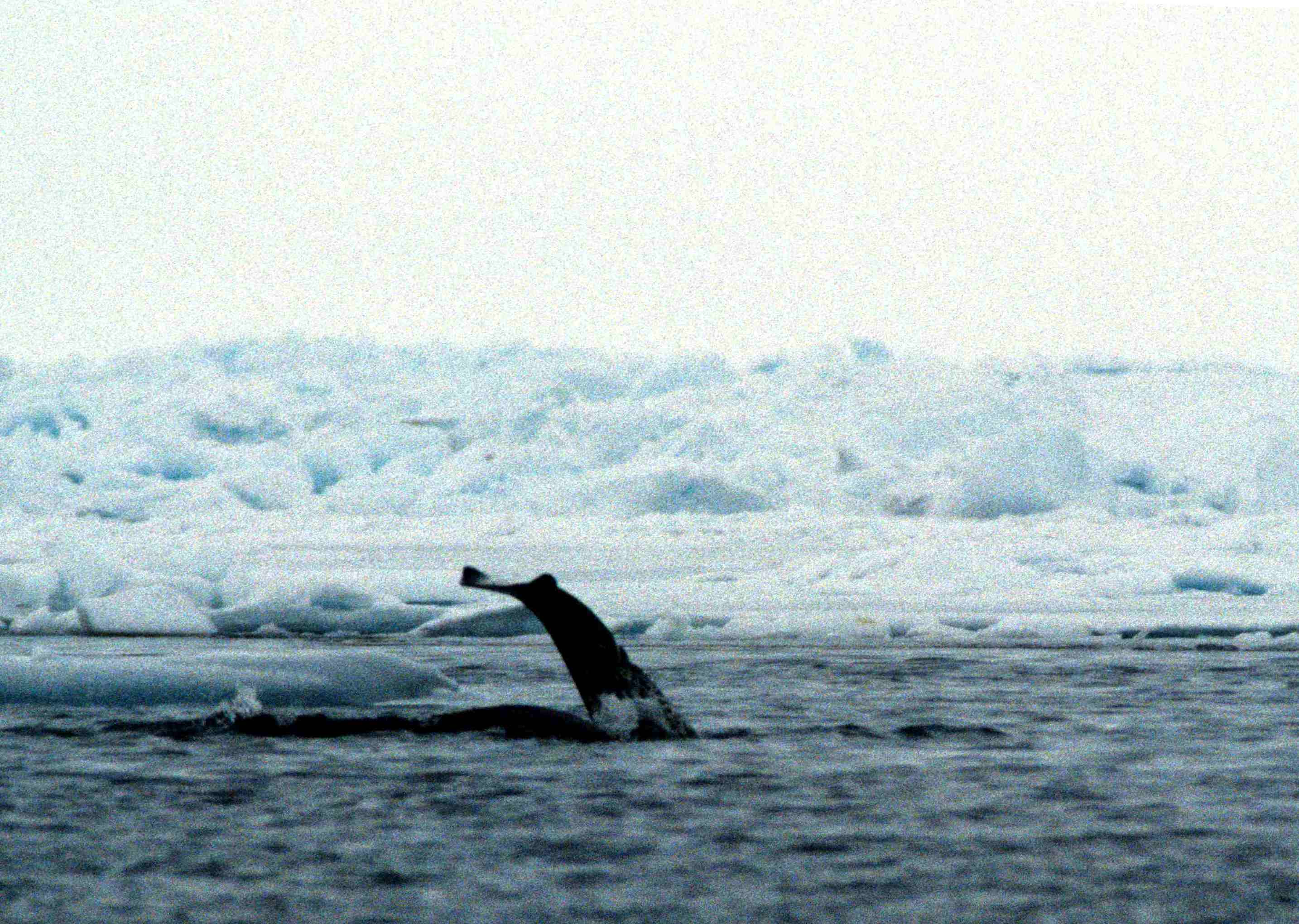
Nageoire d'un narval dans la polynie de la mer de Baffin.

Les polynies jouent un rôle important dans l'écologie de l'océan Arctique. Elles offrent une zone d'eau libre aux mammifères marins, aux oiseaux comme le Manchot royal et le Manchot empereur, et aux ours blancs qui ne migrent pas durant l'hiver. La richesse en plancton — pouvant se développer dès que le Soleil apparaît —, apportée par les polynies, amorce la chaîne alimentaire, qui permet à la faune arctique de se développer.
Certaines polynies, par exemple la polynie des eaux du Nord (en) au Canada, ne s’installent que pour la saison et à la même place chaque année. Les animaux peuvent alors adapter leur stratégie de vie à cette périodicité et ces types de polynies sont des champs de recherche écologiques particuliers. En hiver, les mammifères marins tels que morses, narvals et bélugas ne migrent pas vers le sud et restent dans les mers arctiques. Au printemps, l'absence ou la fine couche de glace permet à la lumière de passer à travers la surface, dès la fin de la nuit polaire, ce qui déclenche la croissance rapide du plancton, qui est la base de la chaîne alimentaire marine. Ainsi, les polynies semblent être le siège de la production précoce et intense du phytoplancton, qui assure le transfert de l'énergie solaire vers la chaîne alimentaire, fixé par les algues planctoniques et aboutissant ensuite à la morue polaire, les phoques, les baleines, et aux ours polaires. Les ours polaires sont connus pour être capables de nager sur plus de 65 km à travers l'eau libre d'une polynie.
Lors des décennies passées, quelques polynies, comme celles de la mer de Weddell, ont pu perdurer pendant plusieurs hivers (1974–1976).

## Navigation arctique
Quand les sous-marins de l’US Navy firent des expéditions vers le pôle Nord dans les années 1950 à 1960, ils étaient conscients des dangers de faire surface à travers la couche épaisse de banquise de l'océan Arctique. En 1962, à la fois le USS Skate et le USS Seadragon (SSN-584) (en) firent surface dans la même polynie étendue, située près du pôle, pour réaliser le premier rendez-vous polaire de la flotte de l'Atlantique et celle du Pacifique .